# Unione Sportiva Cremonese 1970-1971
Questa pagina raccoglie le informazioni riguardanti l'Unione Sportiva Cremonese nelle competizioni ufficiali della stagione 1970-1971.

## Stagione
Nella stagione 1970-1971 la Cremonese ha disputato il campionato di Serie D, girone B, vincendolo con 53 punti, ottenendo così la promozione in Serie C. È la stagione della rinascita grigiorossa. Il presidente Domenico Luzzara sceglie come allenatore Titta Battista Rota abile gestore dello spogliatoio. Dopo dieci anni ritorna alla Cremonese Bruno Franzini. La Squadra parte bene trascinata dalle reti di Giorgio Guarnieri, prodotto del vivaio con il gol nel sangue. In casa la Cremonese è un rullo compressore, su 17 partite ottiene 14 vittorie e 3 pareggi. A dicembre altro colpo di mercato, l'arrivo di Aristide Guarneri stopper della grande Inter e della Nazionale di Valcareggi, cremonese veste per la prima volta la maglia grigiorossa, mettendo a disposizione la sua esperienza. Girone B della Serie D dominato, miglior attacco e miglior difesa, Guarnieri vince la classifica dei marcatori con 20 reti, Cantoni e Carminati ne firmano 14 a testa, e si ritorna in Serie C.

## Rosa
| N. |                   | Ruolo | Calciatore             |
| -- | ----------------- | ----- | ---------------------- |
|    | Italia (bandiera) | D     | Alberto Anceschi       |
|    | Italia (bandiera) | P     | Pierluigi Bellardi     |
|    | Italia (bandiera) | C     | Giovanni Bordignon     |
|    | Italia (bandiera) | D     | Giovanni Borsotti      |
|    | Italia (bandiera) | A     | Tarcisio Cantoni       |
|    | Italia (bandiera) | C     | Guglielmo Carminati    |
|    | Italia (bandiera) | D     | Luciano Cesini         |
|    | Italia (bandiera) | C     | Gianfranco Delle Donne |
|    | Italia (bandiera) | P     | Aldo Gatti             |
|    | Italia (bandiera) | C     | Bruno Franzini         |

| N. |                   | Ruolo | Calciatore        |
| -- | ----------------- | ----- | ----------------- |
|    | Italia (bandiera) | D     | Aristide Guarneri |
|    | Italia (bandiera) | A     | Giorgio Guarnieri |
|    | Italia (bandiera) | D     | Bruno Manganati   |
|    | Italia (bandiera) | C     | Tiziano Mutti     |
|    | Italia (bandiera) | D     | Gianfranco Platto |
|    | Italia (bandiera) | A     | Giuseppe Rampini  |
|    | Italia (bandiera) | C     | Claudio Rampini   |
|    | Italia (bandiera) | A     | Giacomo Rossi     |
|    | Italia (bandiera) | P     | Gianni Uccelli    |
|    | Italia (bandiera) | C     | Sergio Velmini    |

## Risultati

### Girone di andata
| Arbitro: | Guazzotti (Alessandria) |

|  |           |               |
|  | Marcatori | 80’ Guarnieri |

| Arbitro: | Salvini (La Spezia) |

|              |           |  |
| Franzini 85’ | Marcatori |  |

| Arbitro: | Terpin (Trieste) |

|                       |           |  |
| Varisco 31’ Gorno 82’ | Marcatori |  |

| Arbitro: | Celli (Trieste) |

|               |           |           |
| Carminati 61’ | Marcatori | 81’ Bolis |

| Arbitro: | Lops (Torino) |

|  |           |               |
|  | Marcatori | 28’ Carminati |

| Arbitro: | Lanzetti (Viterbo) |

|           |           |  |
| Rossi 58’ | Marcatori |  |

| Arbitro: | Menicucci (Firenze) |

|                       |           |               |
| Armanni 42’ Togni 46’ | Marcatori | 13’ Carminati |

| Arbitro: | Marti (Napoli) |

|                     |           |  |
| Franzini 63’ (rig.) | Marcatori |  |

| Arbitro: | Del Fiandra (Massa) |

|  |           |             |
|  | Marcatori | 69’ Cantoni |

| Arbitro: | Simoncini (Savona) |

|                                                        |           |  |
| Guarnieri 20’, 76’ Platto 52’ Franzini 62’ Cantoni 87’ | Marcatori |  |

| Arbitro: | Chiozza (Genova) |

|                   |           |  |
| Franzoni 26’, 63’ | Marcatori |  |

| Arbitro: | Benvenuti-Lucchetta (San Donà di Piave) |

|                                              |           |  |
| Carminati 72’, 87’ Cantoni 79’ Guarnieri 80’ | Marcatori |  |

| Arbitro: | Mattei (Macerata) |

|           |           |               |
| Ghezzi 2’ | Marcatori | 15’ Carminati |

| Arbitro: | Unia (Livorno) |

|                           |           |               |
| Carminati 37’ Cantoni 46’ | Marcatori | 61’ Bertoglio |

| Arbitro: | Sancini (Bologna) |

|                                        |           |                                  |
| Brignoli 10’ Callegari 12’ Fagnani 64’ | Marcatori | 20’ (rig.) Carminati 77’ Cantoni |

| Arbitro: | Menozzi (Reggio Emilia) |

|                    |           |                                    |
| Recchia 65’ (rig.) | Marcatori | 23’ Guarnieri 78’ (rig.) Carminati |

| Arbitro: | Riccitelli (Treviso) |

|                    |           |             |
| Guarnieri 33’, 79’ | Marcatori | 80’ Roversi |

### Girone di ritorno
| Arbitro: | Morato (Padova) |

|             |           |  |
| Cantoni 71’ | Marcatori |  |

| Arbitro: | Agnolin (Bassano del Grappa) |

|                                 |           |                    |
| Bulgarelli 45’ (rig.) Monti 88’ | Marcatori | 71’, 77’ Guarnieri |

| Arbitro: | Di Gioia (Pistoia) |

|                           |           |  |
| Guarnieri 11’ Cantoni 84’ | Marcatori |  |

| Arbitro: | Lanzetti (Viterbo) |

|                     |           |             |
| Bonacina 19’ (rig.) | Marcatori | 18’ Cantoni |

| Arbitro: | Selicorni (Milano) |

|                    |           |  |
| Guarnieri 50’, 75’ | Marcatori |  |

| Arbitro: | Lops (Torino) |

|  |           |                          |
|  | Marcatori | 36’ Cesini 69’ Guarnieri |

| Arbitro: | Grillenzoni (Finale Emilia) |

|              |           |  |
| Franzini 87’ | Marcatori |  |

| Arbitro: | Cigaia (Treviso) |

|  |           |            |
|  | Marcatori | 31’ Platto |

| Arbitro: | Marti (Napoli) |

|                     |           |                |
| Franzini 89’ (rig.) | Marcatori | 66’ Petrogalli |

| Arbitro: | Celli (Trieste) |

|            |           |                                         |
| Longhi 85’ | Marcatori | 3’ Rampini G. 55’ Guarnieri 76’ Cantoni |

| Arbitro: | Porcelli (Lodi) |

|               |           |  |
| Guarnieri 11’ | Marcatori |  |

| San Secondo Parmense 18 aprile 1971 29ª giornata | San Secondo      | 0 – 0 | Cremonese | Campo Sportivo\| Arbitro: \| Grossetti (Asti) \| |
| Arbitro:                                         | Grossetti (Asti) |       |           |                                                  |

| Arbitro: | Guazzotti (Alessandria) |

|                                             |           |            |
| Carminati 2’ Lugli 19’ (aut.) Guarnieri 59’ | Marcatori | 49’ Chezzi |

| Arbitro: | Morato (Padova) |

|  |           |                                         |
|  | Marcatori | 3’, 10’, 60’ Guarnieri 45’, 83’ Cantoni |

| Arbitro: | Cesari (Bologna) |

|                                                                      |           |                           |
| Franzini 7’ (rig.) Carminati 45’, 62’ Cantoni 52’, 74’ Guarnieri 79’ | Marcatori | 8’ Betelli 63’ Del Pietro |

| Cremona 16 maggio 1971 33ª giornata | Cremonese           | 0 – 0 | Guastalla | Stadio Giovanni Zini\| Arbitro: \| Vivarelli (Firenze) \| |
| Arbitro:                            | Vivarelli (Firenze) |       |           |                                                           |

| Arbitro: | Milan (Treviso) |

|  |           |                                |
|  | Marcatori | 36’ Cantoni 67’, 70’ Carminati |